# Mercure

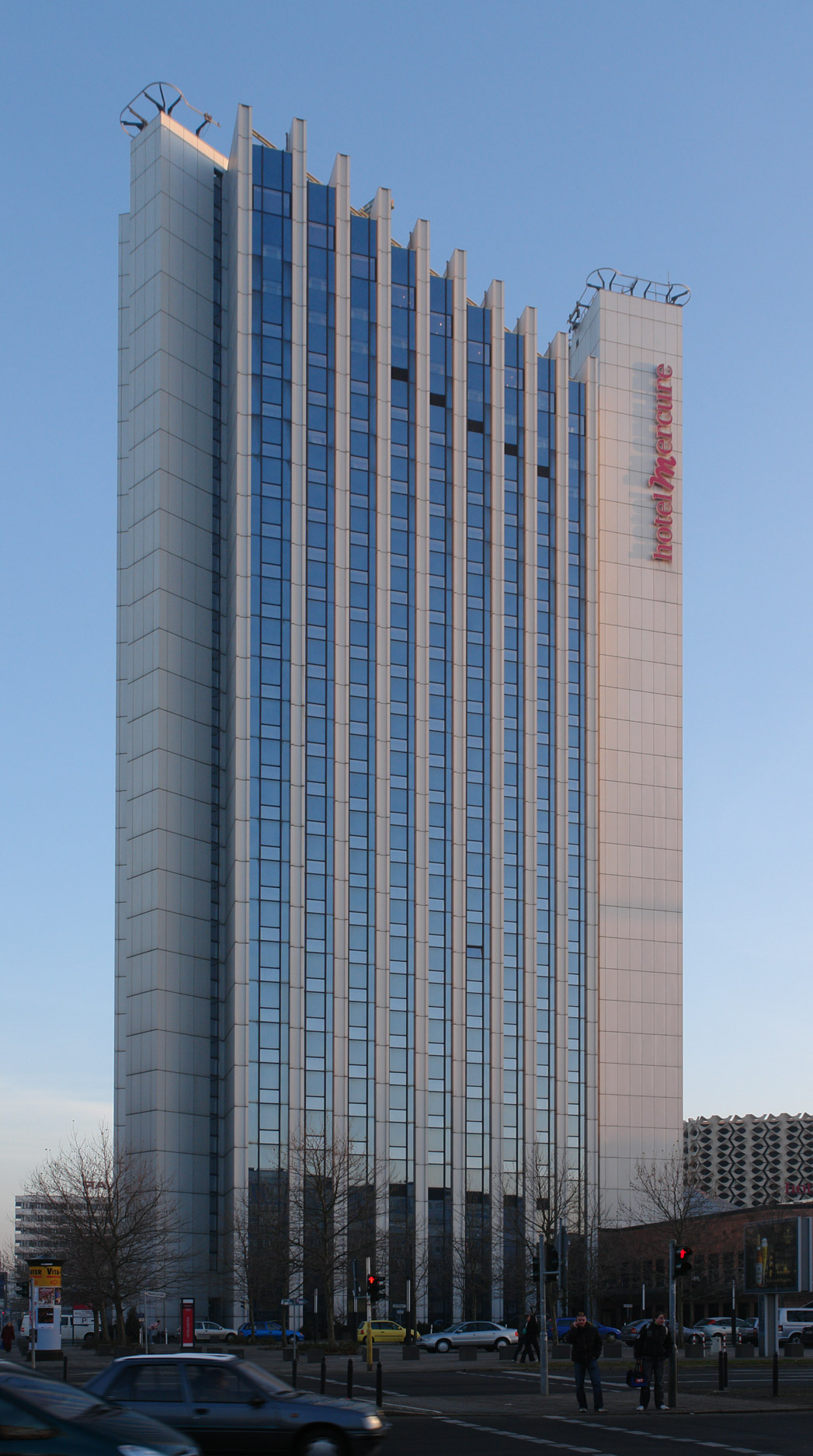
Mercure na cidade alemã de Chemnitz.

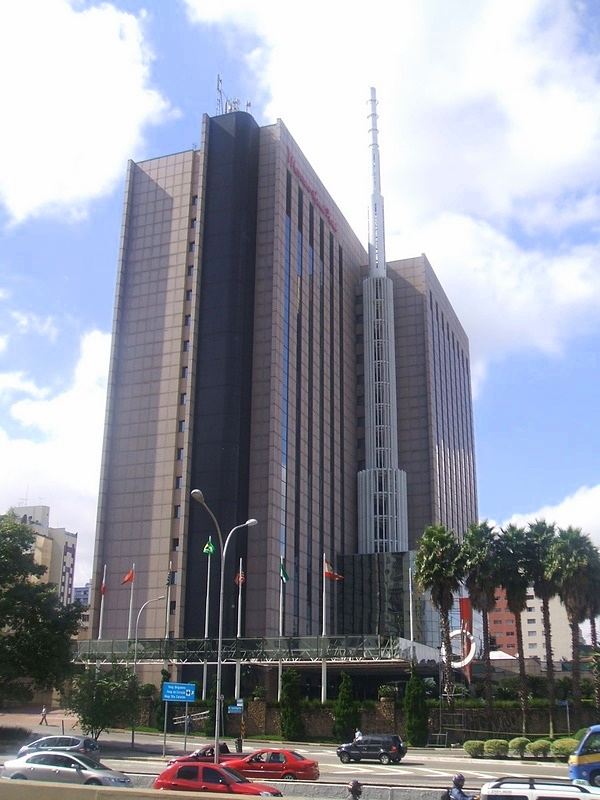
Mercure Grand Hotel Ibirapuera, na cidade de São Paulo, Brasil.

Mercure é uma marca registrada e uma rede de hotéis que pertence ao grupo francês Accor.
Com 578 hotéis e 69.686 quartos (dados de 2004) no mundo, a Mercure foi implementada na França em 1973.

## Em Portugal
- Hotéis Mercure em Portugal
- Mercure Braga Centro
- Mercure Figueira da Foz
- Mercure Lisboa
- Mercure Lisboa Almada
- Mercure Porto Centro
- Mercure Porto Gaia

## No Brasil
No Brasil a marca chegou em 1998 com a inauguração do Mercure Grand Hotel São Paulo Ibirapuera. 
Hoje a rede possui 73 hotéis no país, em 34 cidades diferentes e em 2 categorias [Grand Hotel (5 estrelas) e Hotel].

### Grand Mercure (5 estrelas)
- Grand Mercure Curitiba Rayon (Curitiba, PR)
- Grand Mercure Belém (Belém, PA)
- Grand Mercure Brasília Eixo (Brasília, DF)
- Grand Mercure Recife Atlante Plaza (Recife, PE)
- Grand Mercure Rio de Janeiro Riocentro - (Rio de Janeiro, RJ)
- Grand Mercure São Paulo Ibirapuera (São Paulo, SP)
- Grand Mercure Summerville Resort (Porto de Galinhas, Ipojuca, PE)